# Surinam (řeka)
Surinam (nizozemsky Surinamerivier) je název řeky v jihoamerickém státu stejného jména. Je dlouhá 480 km a nedaleko od svého ústí do Atlantského oceánu protéká hlavním městem země, Paramaribem. Pramení v pohoří Wilhelminagebergte (součást Guyanské vysočiny) jako Gran Rio, od soutoku s řekou Pikin Rio nese název Surinam. Poblíž města Brokopondo byla v roce 1964 přehrazena. Vzniklá přehradní nádrž Brokopondo a její elektrárna se stala hlavním zdrojem elektrické energie v zemi (pokrývá přibližně 75 % spotřeby Surinamu).
Řeka je hlavní dopravní tepnou v zemi, která má jen velmi řídkou silniční a železniční síť. Po ní se přepravuje bauxit, hliník a další produkty, které se v zemi vyrábí. Přes řeku Surinam vede jen několik mostů; jeden v hlavním městě Paramaribu (most Jules Wijdenboschbrug), další mosty se nacházejí u osad Paranam, Redi Doti (zde leží i archeologická lokalita Jodensavanne - kulturní dědictví UNESCO) a pod hrází nádrže Brokopondo.

## Fotogalerie

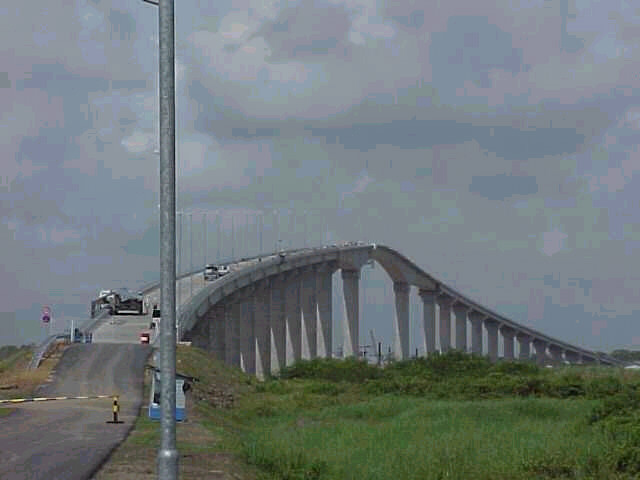
most Jules Wijdenboschbrug
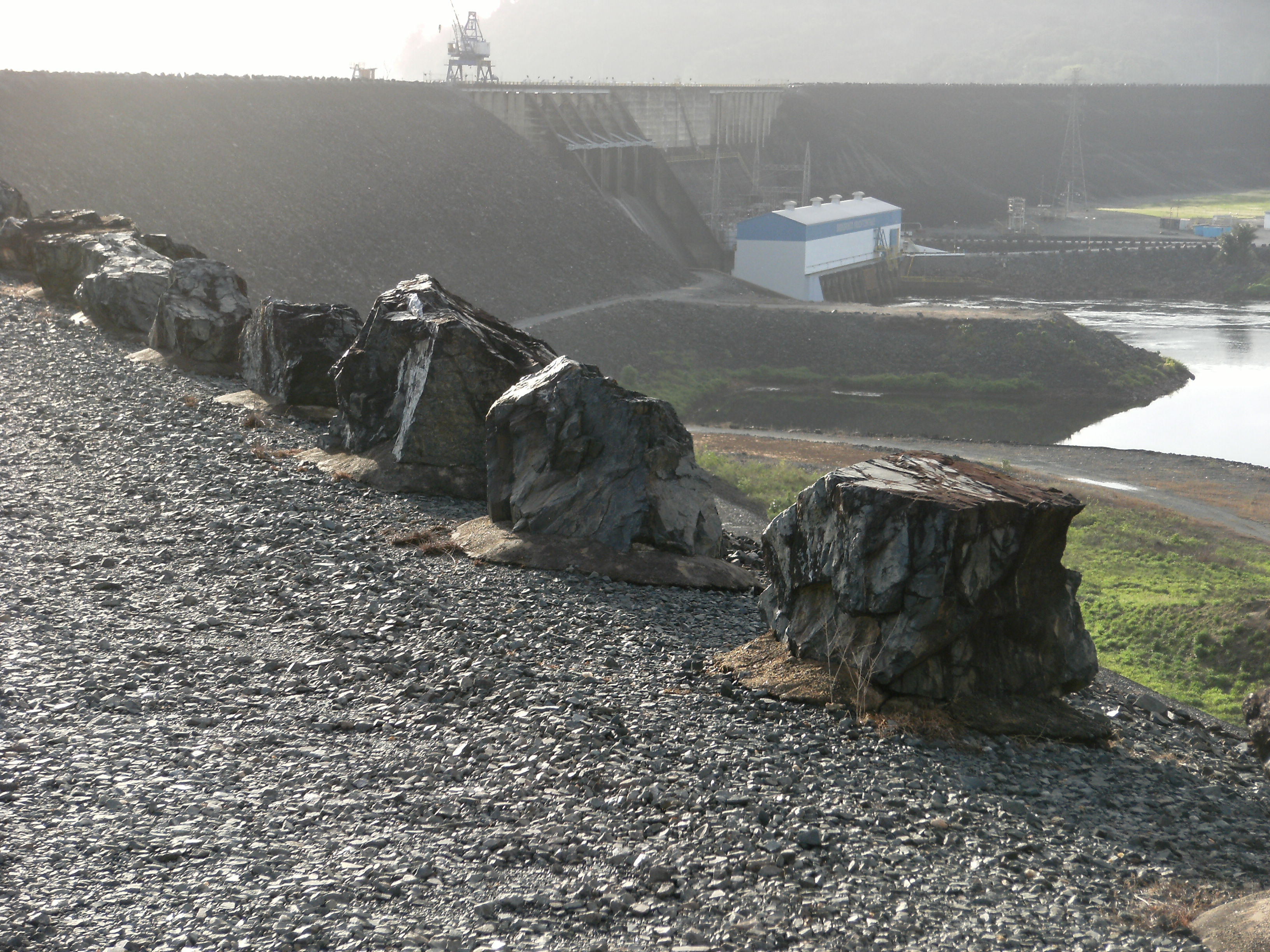
hráz jezera Brokopondo
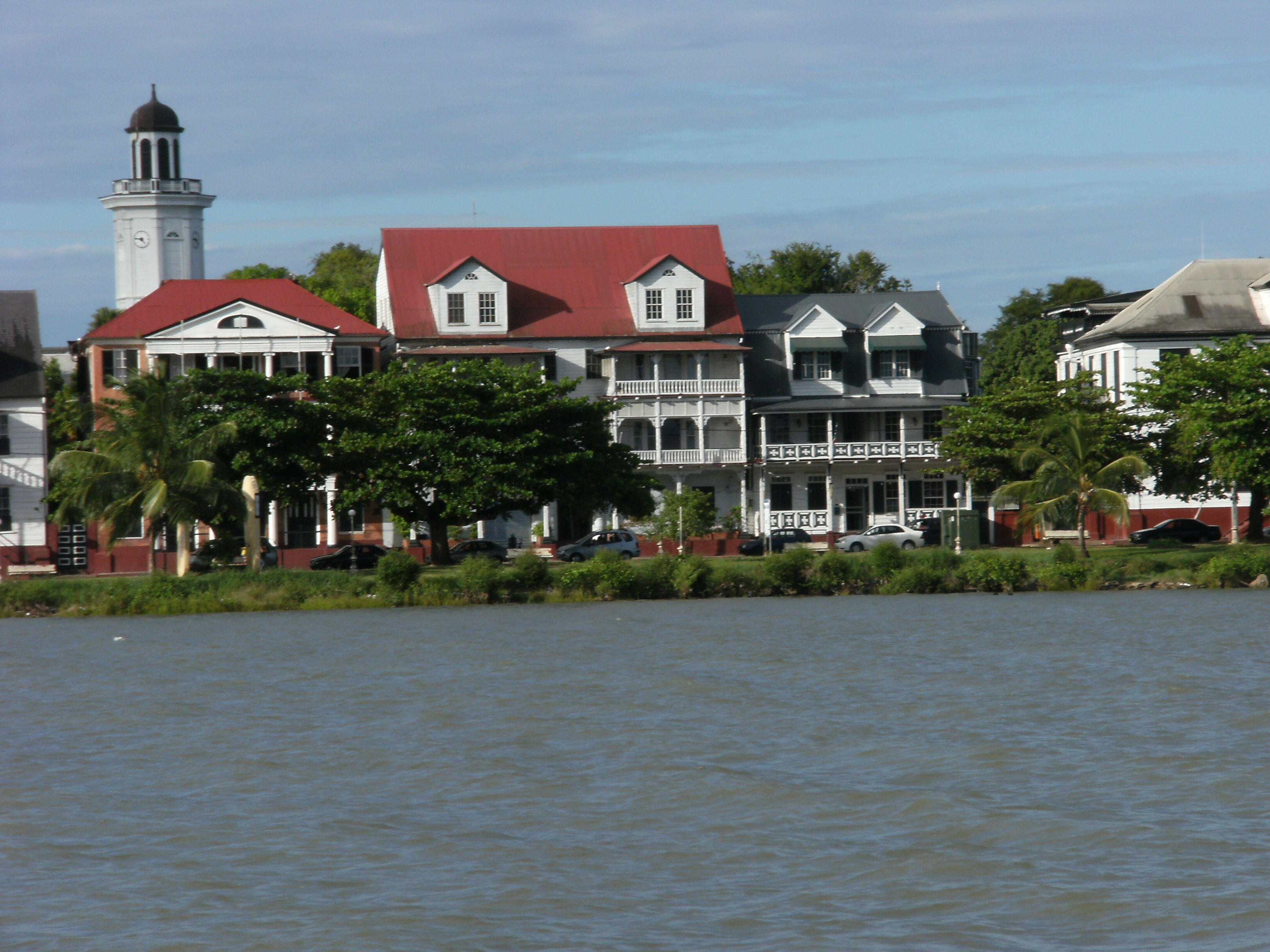
břeh řeky v Paramaribu
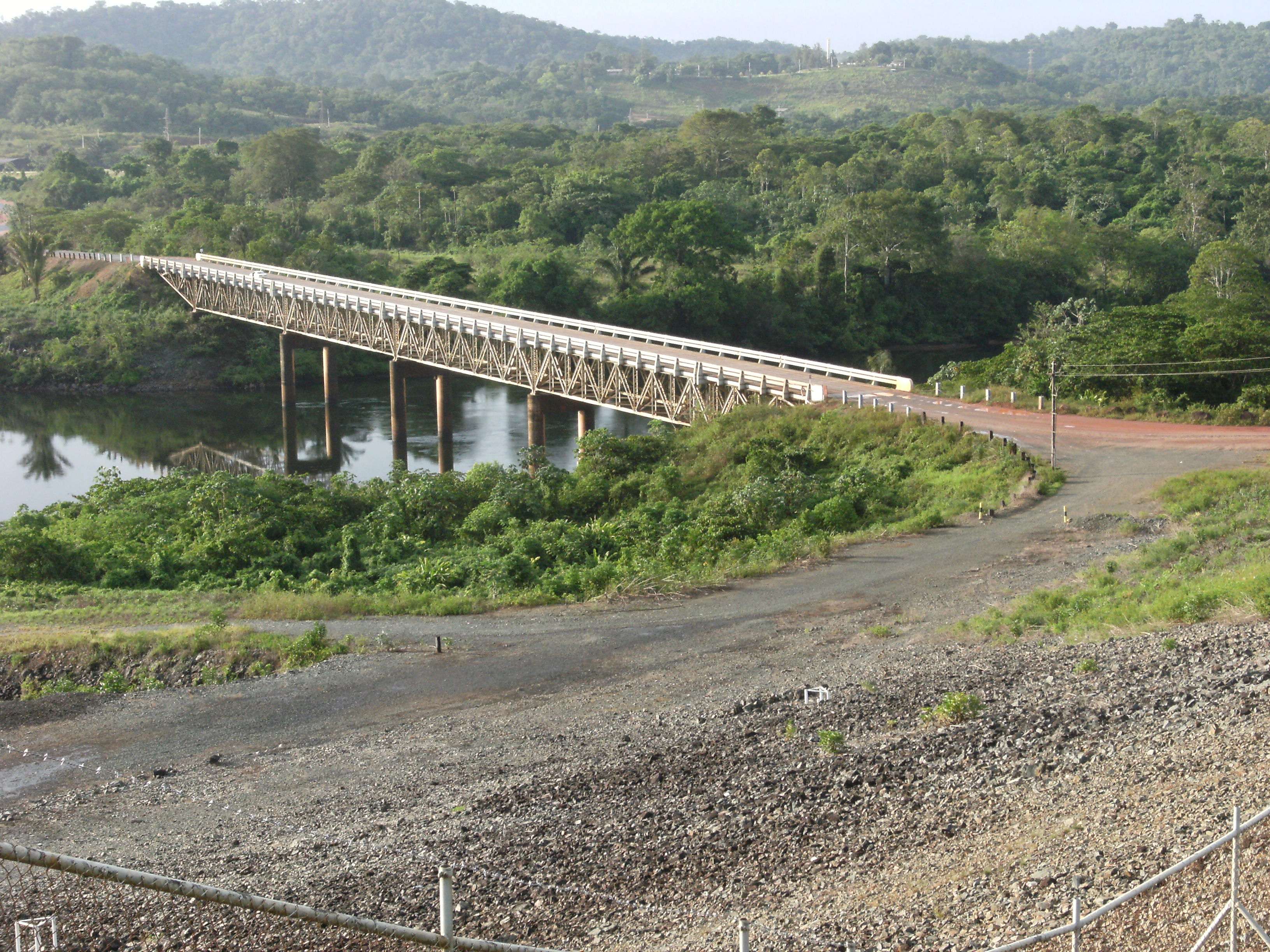
most u přehrady Brokopondo
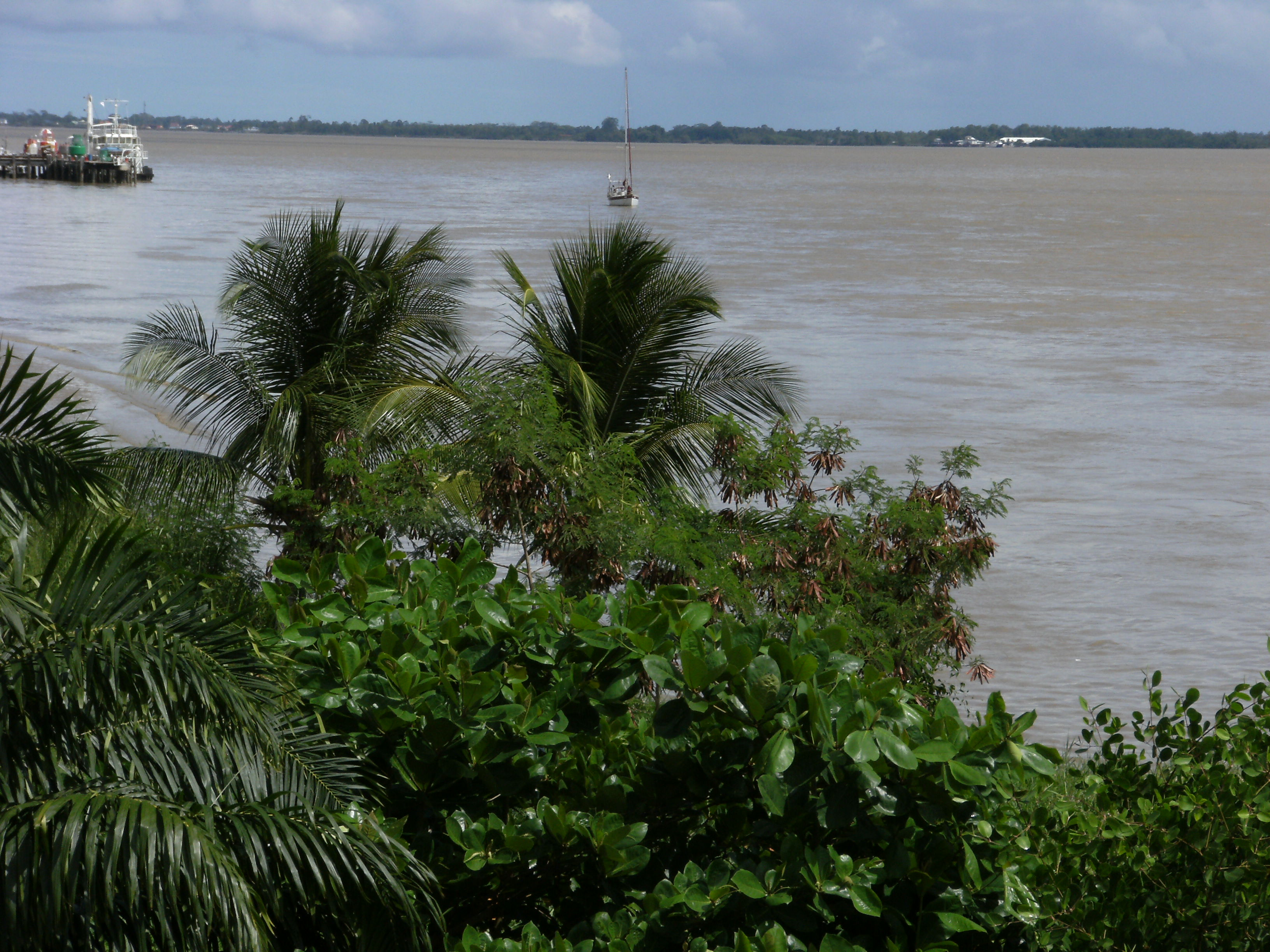
Řeka poblíž Fort Zeelandie